# Orde van de Kroon van Pahang
De "KeBawah Duli Yang Maha Mulia Sultan dan Yang di-Pertuan Negara Pahang Dar ul-Makmur" oftewel "Koning en Prins van Pahang" Paduka Sri Baginda Sultan Haji Ahmad Shah al-Musta'in Billah ibni al-Marhum Sultan Sir Abu Bakar Riayat ud-din al-Mu'azzam Shah, stichtte vier ridderorden.
De vierde van deze ridderorden is de "Hooggewaardeerde Orde van de Kroon van Pahang" die in het Maleis "Darjah Kebesaran Mahkota Pahang Yang Amat Mulia" genoemd wordt. De orde werd op 27 december 1968 ingesteld door Sultan Paduka Sri Baginda Sultan Sir Abu Bakar Riayat ud-din al-Mu'azzam Shah ibni al-Marhum Sultan Sir 'Abdu'llah al-Muhtasim Billah Shah. Hij werd in 1904 geboren en regeerde van 1932 tot 1974.
De orde heeft vier graden;
- Eerste Klasse of Grote Ridder, in het Maleis "Datuk Sri Indera" genoemd.

De dragers van de Eerste Klasse dragen een gouden keten met daaraan de negenpuntige gouden ster van de orde. Op de linkerborst dragen zij de ster van de orde. Achter de naam mogen zij de letters SIMP plaatsen.
- Tweede Klasse of Ridder Commandeur, in het Maleis "Darjah Indersa" genoemd.

De dragers van de Tweede Klasse dragen de ster aan een grootlint en de ster van de orde op de linkerborst. Achter de naam mogen zij de letters DIMP plaatsen.
- Derde Klasse of Companion, in het Maleis "Setia" genoemd.

De dragers van de Derde Klasse dragen de ster aan een lint om de hals. Achter de naam mogen zij de letters SMP plaatsen.
- Vierde Klasse of Lid, in het Maleis "Ahli" genoemd.

De dragers van de Vierde Klasse dragen de ster aan een lint op de linkerborst. Achter de naam mogen zij de letters AMP plaatsen.
De orde wordt voor verdienste toegekend. De dragers van de twee hoogste graden ontvangen met hun orde ook adeldom.
Het grootlint van de Eerste Klasse is geel met een blauwe bies. De Tweede Klasse draagt een grootlint dat bestaat uit twee even brede zwarte en witte strepen en een gele bies.